# گسترش روم در آیبریا
مقالات مرتبط: گسترش روم در ایتالیا، جمهوری روم

گسترش روم در آیبریا در ۲۰۰ قبل از میلاد که با رنگ قرمز مشخص است شروع شد و مرحله به مرحله تا رنگ سبز ادامه یافت.

قبل از ورود رومی‌ها به شبه جزیره آیبریا در حدود قرن دوم قبل از میلاد، این شبه جزیره توسط ساکنان آکوییتانی، سلتی، سلتیبری، آیبریایی و کارتاژها اشغال شده بود.
در طول سری دوم نبردهای پونیک، نواحی جنوبی و شرقی شبه جزیره که توسط کارتاژی‌ها کلونیزه شده و مستعمره گردیده بود، به دست روم افتاد. نیروهای کارتاژی شبه جزیره را ترک کردند که منجر به حضور مستمر رومی‌ها در جنوب و شرق اسپانیا شد. چهار سال پس از پایان این جنگ، در سال ۱۹۷ قبل از میلاد، رومی‌ها دو استان رومی را تأسیس کردند. استان اسپانیای نزدیک (Hispania Citerior) ناحیه شرقی شبه جزیره و اسپانیای دیگر (Hispania Ulterior) که در جنوب قرار داشت.
در طول ۱۷۰ سال بعد، جمهوری روم به آرامی کنترل خود را بر اسپانیا گسترش داد. این یک روند تدریجی نفوذ و استعمار اقتصادی، دیپلماتیک و فرهنگی بود، با کمپین‌های سرکوب نظامی در زمانی که مقاومت بومی وجود داشت، که نشان دهنده عدم وجود یک سیاست فتح واحد برای آیبریا بود. رومی‌ها برخی از شهرهای بومی خارج از دو استان خود را به شهرهای دست نشانده و خراج ده تبدیل کردند و برای گسترش کنترل خود پاسگاه‌ها و کلونی رومی (شهرک) ایجاد کردند. ترتیبات اداری منطقه ای بود. فرماندارانی که به اسپانیا فرستاده می‌شدند به دلیل دوری زیاد از رم تمایل داشتند کاملاً مستقل از سنا عمل کنند. در اواخر این دوره، سنای روم تلاش کرد تا کنترل بیشتری در اسپانیا اعمال کند، اما این تلاش برای جلوگیری از سوء استفاده و اخاذی توسط برخی از مقامات رومی مستقر در شبه جزیره بود.
این امر پس از پایان جمهوری و استقرار حکومت توسط امپراتورها در روم تغییر کرد. پس از پیروزی روم در جنگ‌های کانتابریا در شمال شبه جزیره (آخرین شورش علیه رومیان در اسپانیا)، آگوستوس شمال اسپانیا را فتح کرد، کل شبه جزیره را به امپراتوری روم ضمیمه کرد و در ۱۹ قبل از میلاد یک سازماندهی مجدد اداری را برقرار ساخت.
استان رومی هیسپانیا سیتریور به‌طور قابل توجهی گسترش یافته بود و بخش‌های شرقی، مرکزی و اسپانیای شمالی را در بر می‌گرفت. بعدها این استان به هیسپانیا تاراکونسیس (Hispania Tarraconensis) تغییر نام داد. هیسپانیا اولتریور به استان‌های بائتیکا (Baetica) در ناحیه جنوبی و لوسیتانیا (Lusitania) در غرب تقسیم می شدکه پرتغال امروزی را تا رودخانه دورو شامل می‌شد.

## نبردهای دوم پونیک
مقالات مرتبط: نبردهای دوم پونیک، کارتاژ

#### کارتاژ در آیبریا
در خلال قرن‌های ۸ و ۷ قبل از میلاد، فنیقی‌ها (و بعداً کارتاژی‌ها) در بخش جنوبی شبه جزیره ایبری و همچنین در امتداد بخشی از ساحل شرقی ارتباطات تجاری برقرار کردند. پست‌های تجاری آنها در ساحل، مواد معدنی و سایر منابع موجود در ایبریا را صادر می‌کردند و محصولات تولیدی را از مدیترانه شرقی وارد می‌کردند.
در طول قرن هفتم قبل از میلاد، بازرگانان یونانی مستقر در ماسالیا (مارسیل امروزی) در سراسر مراکز تجاری ساحلی منطقه بدون حضور دائمی و ایجاد مستعمره یا کلونی، تجارت می‌کردند و بعداً شهرهای تجاری امپوریون (Ampurias) و رود (Rhode یا Roses) را تأسیس کردند. بخشی از این تجارت یونانی توسط کشتی‌های فنیقی انجام می‌شد. تأثیر تماس با یونانیان و فنیقی‌ها این بود که برخی از مردمان بومی شبه جزیره ساحلی برخی از جنبه‌های این فرهنگ‌های مدیترانه شرقی را پذیرفتند.
پس از شکست کارتاژ از روم در جنگ اول پونیک (۲۶۴–۲۴۱ قبل از میلاد) و از دست دادن جزایر سیسیل، ساردینیا و کورس به جمهوری رم، هامیلکار بارکا جنوب اسپانیا را فتح کرد. خانواده او در اکثر مناطق جنوبی اسپانیا، کلونی‌های کارتاژی را تأسیس کردند. پس از تحت سلطه درآوردن قبایل در اسپانیا، قلمرو کارتاژ که بعداً در بخش بزرگی از ساحل شرقی شبه جزیره گسترش یافت، با زورشمشیر یا از طریق خراج گزاری، اتحاد یا ازدواج با رؤسای محلی به دست آمد. شبه‌جزیره تعداد قابل‌توجهی از سربازان وظیفه اش را از مناطق تحت کنترل کارتاژ همراه با استخدام مزدوران، به‌ویژه تیراندازان بالئری و سلتیبری‌ها، تأمین می‌کرد.

##### پیمان ابرو (Ebro treaty)
هامیلکار در سال ۲۲۶ قبل از میلاد جانشین هاسدروبال عادل که دامادش بود گردید. روم با هاسدروبال معاهده ای منعقد کرده بود «با این قید که هیچ‌یک از طرفین نباید سلطه خود را فراتر از رودخانه ابرو گسترش دهد، در حالی که ساگونتین‌ها، که بین دو امپراتوری واقع شده‌اند، باید در استقلال و بی‌طرفی باقی بمانند».
شهرهای بومی در بخش شمالی ساحل شرقی نگران گسترش بیشتر کارتاژی‌ها بودند و با روم متحد شدند تا در برابر خطر کارتاژ ایمن باشند. این اتحاد منجر به انتخاب رودخانه ابرو به عنوان مرز حوزه‌های نفوذ کارتاژی‌ها و رومی‌ها در شرق اسپانیا شد. شهر ساگونتوم (ساگونتو، مورویدرو سابق) نیز با رم متحد شد که تقریباً در میانه راه بین رود ابرو و کارتاژو نووا قرار داشت (کارتاژ جدید، کارتاگو نوا، کارتاخنای امروزی). دومی پاسگاهی بود که توسط هاسدروبال عادل تأسیس شد. در آن زمان، سرزمین‌های کارتاژی در جنوب ساگونتوم قرار داشت. هانیبال، پسر هامیلکار و جانشین هاسدروبال، قلمروهای کارتاژ را به سمت شمال تا کرانه‌های رود ابرو گسترش داد. در نتیجه، ساگونتوم (Saguntum) خود را در محاصره قلمرو کارتاژ یافت.

###### مناقشه ساگونتوم
جنگ دوم پونیک بین کارتاژ و روم با حمله هانیبال به شهر ساگونتوم (محل زندگی ساگونتین‌ها) آغاز شد. هانیبال بهانه ای برای جنگ با ساگونتوم در اختلاف نظری بین این شهر و توردولی واقع در اطراف پیدا کرد. در طرف مقابل، ساگونتوم فرستادگانی را برای درخواست کمک به رم فرستاد. مجلس سنای روم تصمیم گرفت کمیسرانی را به هیسپانیا بفرستد تا وضعیت آنجا را بررسی کنند تا در صورت لزوم به هانیبال هشدار دهند که در امور ساگونتین دخالت نکند و سپس به کارتاژ برود تا شکایات ساگونتین را به شورای کارتاژی ارائه کند. با این حال، هانیبال محاصره ساگونتوم را قبل از عزیمت آنها آغاز کرده بود. مجلس سنا تصمیم گرفت همچنان کمیسران را نزد هانیبال بفرستد و در صورت امتناع او از توقف جنگ، آنها به کارتاژ بروند و برای رضایت از پیمان شکسته تقاضای استرداد کردن او را برای محاکمه کنند یا حداقل امتیازی از کارتاژ بگیرند.
استحکامات قدرتمند ساگونتوم و مقاومت شدید مردم، حمله هانیبال را دفع کرد. هانیبال وقتی به دیوار شهر نزدیک شد به شدت مجروح شد. هنگامی که سفیران روم به بندر رسیدند سربازان هانیبال گفتند که رفتن به شهر برای آنها ناامن است و او بیش از حد مشغول است که آنها را ببیند. چون هانیبال می‌دانست که اگر نتوانند او را ببینند به کارتاژ می‌روند، نامه‌ای به طرفدارانش در کارتاژ فرستاد و به آنها گفت که از دادن هرگونه امتیازی به روم توسط مخالفانش جلوگیری کنند.
پس از وقفه ای که به ساگونتین‌ها اجازه ساخت دیوار جدیدی برای جایگزینی دیوار آسیب دیده را داد، درگیری شدید از سر گرفته شد. مفاد صلح هانیبال حاکی از این بود که ساگونتوم تمام ذخایر طلا و نقره خود را به توردولی‌ها بدهند و مردم شهر باید شهر را ترک کنند و به هر کجا که کارتاژی‌ها دستور می‌دادند بروند. ساگونتین‌ها طلا و نقره خود را در آتش انداختند. محاصره ساگونتوم هشت ماه طول کشید. هانیبال شهر را تصرف کرد و کشتار بزرگی به راه انداخت. هانیبال سپس به کارتاژو نوا عقب‌نشینی کرد زمستان را آنجا بگذراند.
در رم، سران این شهر از اینکه کمکی به ساگونتوم فرستاده نشد و رم برای جنگ آماده نبود، احساس سرافکندگی می‌کردند. اکنون انتظار می‌رفت که هانیبال با حمایت نیروهای قبایل اسپانیایی از رودخانه ابرو عبور کند. رومی‌ها نگران بودند که این امر ممکن است گال‌ها را در سیسالپین ایتالیا برای شورش تشویق کند.
سنای روم در صدد مقابله برآمد و تصمیم به پیشروی در دو جپهه گرفته شد، یکی در استان آفریقا (نام رومی تونس امروزی و غرب لیبی، سرزمین اصلی کارتاژ) و دیگری در هیسپانیا. شش لژیون رومی (۲۴۰۰۰ پیاده و ۱۸۰۰ سواره نظام) و ۴۰۰۰۰ پیاده‌نظام از متحدان سایر قبایل ایتالیایی و ۴۴۰۰ سواره نظام قوای متفقین جمع‌آوری شدند. ناوگانی متشکل از ۲۲۰ کشتی جنگی بزرگ رومی و ۲۰ گالی سبک (کشتی کوچک) آماده شد. دو لژیون با ۴۰۰۰ پیاده و ۳۰۰ سواره نظام، ۱۶۰۰۰ پیاده‌نظام متفقین و ۱۸۰۰ سواره نظام و ۱۶۰ کشتی جنگی و ۱۲ گالری سبک نیز به تیبریوس سمپرونیوس لونگوس که قرار بود لشکرکشی به آفریقا را رهبری کند، سپرده شد. لشکرکشی به هیسپانیا با دو لژیون رومی، ۱۴۰۰۰ پیاده‌نظام متفقین و ۱۶۰۰ سواره نظام و تنها ۶۰ کشتی به پوبلیوس کورنلیوس اسکیپیو اختصاص یافت، زیرا انتظار حمله دریایی دشمن در هیسپانیا وجود نداشت.
یک هیئت رومی به کارتاژ فرستاده شد تا بررسی شود که آیا کارتاژی‌ها هانیبال را برای حمله به ساگونتوم تنبیه کرده‌است یا نه. اگر، همان‌طور که به نظر محتمل به نظر می‌رسید، کارتاژ از هانیبال حمایت می‌کرد، آنها باید به‌طور رسمی به کارتاژ اعلام جنگ می‌کردند. به گفته لیوی، یک سناتور کارتاژی پاسخ داد که رم به دنبال اخاذی از این اعتراف به گناه است. او افزود که کارتاژ باید در مورد یکی از شهروندانش تحقیق کند و اگر او کاری را فقط به اختیار خودش انجام داده باشد، رسیدگی کند. تنها نکته ای که روم می‌توانست در مورد آن بحث کند این بود که آیا اقدام هانیبال با مفاد معاهده سازگار است یا خیر. او استدلال کرد که ساگونتوم در زمان عهدنامه متحد روم نبود. هاسدروبال با ساگونتوم پیمانی بسته بود که کارتاژ نمی‌توانست به آن متعهد باشد زیرا بدون اطلاع هیئت حاکم کارتاژ بسته شده بود. لیوی بیان می‌کند که کوئینتوس فابیوس ماکسیموس وروکوزوس، که این سؤال را مطرح کرده بود، گفت: «در اینجا ما برای شما جنگ یا صلح را پیشنهاد می‌کنیم، هر چه را که مایلید بپذیرید.» در برابر به او گفته شد که خودش تصمیم بگیرد چه چیزی را ترجیح می‌دهد. او گفت: پس جنگ سخن خواهد گفت و کارتاژ نیز پذیرفت.

## اردوگاه روم

#### عملیات اول
در سال ۲۱۸ قبل از میلاد، لژیون‌ها و قوای متفق اعزامی به هیسپانیا به ماسالیا (بندر مارسی در فرانسه امروزی) رسیدند تا بررسی کنند که آیا قوای متحد هانیبال قبلاً در راه ایتالیا بوده است یا خیر. پوبلیوس کورنلیوس اسکیپیو ۳۰۰ سواره نظام را برای یافتن موقعیت نیروهای هانیبال راهی کرد. در این زمان هانیبال در حال عبور از رودخانه رون (Rhon) بود. او ۵۰۰ سوار نومیدیایی را به سوی رومیان فرستاد تا از تعداد و مقاصد آنها مطلع شود. این دو قوای اعزامی با یکدیگر درگیر شدند و رومیان در نبردی خونین پیروز شدند. عقبه سپاه هانیبال به راه خود به سمت ایتالیا ادامه داد.
اسکیپیو تصمیم گرفت به ایتالیا برگردد و در آنجا با هانیبال رو در رو شود و برادرش گنائوس کورنلیوس اسکیپیو کالوس را با بخش عمده ای از نیروهای اعزامی از طریق دریا به هیسپانیا فرستاد. گنائیوس لژیون‌هایش را در شهر ایمپوریون (Empúries) پیاده کرد. لیوی می‌نویسد که گنائیوس با تجدید پیمان‌های قدیمی و تشکیل اتحادهای جدید، حمایت مردم ساحلی شمال ابرو را به دست آورد. چندین گردان کارآمد از میان آنها به سپاه رومی پیوستند. هانو، که فرماندهی سپاه متحد کارتاژی در هیسپانیا را بر عهده داشت، در نزدیکی سپاه رومی اردو زد و آماده پیکار شد. گنائیوس اسکیپیو که ترجیح می‌داد با دو فرمانده کارتاژی به‌طور جداگانه بجنگد (فرمانده دیگر کارتاژنی هاسدروبال بارکا بود) نیز لژیون‌هایش را به صف بست. نبرد سیسا به وقوع پیوست که در نزدیکی تاراکو (تاراگونا) انجام شد. هانو شکست خورد و ۶۰۰۰ جنگجو را از دست داد در حالی که ۲۰۰۰ نفر از افراد او، از جمله کسانی که نگهبان اردوگاه بودند، به اسارت روم درآمدند. رومیان اردوگاه را تصرف کردند و آذوقه به جا مانده را غارت کردند. هانو و ایندیبیلیس، رئیس ایلرگت‌ها که پولیبیوس او را «مستبد تمام ایبریای مرکزی و حامی سرسخت کارتاژی‌ها» توصیف می‌کرد، نیز دستگیر شدند.
هاسدروبال که با ۸۰۰۰ پیاده و ۱۰۰۰ سواره نظام از رود ابرو عبور کرده بود تا به محض ورود رومیان با آنان روبه رو شود، از شکست هانو شنید. او از راه دریا رفت و ناوگان رومی را در نزدیکی تاراکو یافت. هاسدروبال سواره نظام خود را پیاده کرد، که بسیاری از رومی‌هایی را که در اطراف در جستجوی غذا بودند، پیدا کردند و کشتند و آنها را مجبور به عقب‌نشینی به کشتی‌های خود کردند. سپس قبل از بازگشت گنائوس اسکپیو، از سراسر کرانه‌های رود ابرو عقب‌نشینی کرد. سپس گردان کوچکی را در تاراکو مستقر کرد و ناوگان را به ایمپریون برد.
سپس هاسدروبال ایلرگت‌ها (Ilergetes)، که نزد گنائوس اسکپیون به اسارت گرفته شده بودند را به شورش تحریک کرد. افراد آنها مزارع متحدان محلی روم را ویران کردند. گنائیوس اسکپیون از اردوگاه زمستانی بیرون آمد و قلمرو ایلرگت‌ها را ویران کرد، آنها را تا پایتختشان یعنی آتاناگروس عقب راندو آن را محاصره کرد تا اینکه ایلرگت‌ها را تحت سلطه خود درآورد و افرادی را از آنها گروگان گرفت و باج دریافت کرد. او سپس به قبیله آئوستانی‌ها (Ausetani) در نزدیکی رودخانه ابرو که متحدان کارتاژ بودند حمله کرد و در سر راه قوای لستانی (Lacetani) که به کمک همسایگان خود آمده بودند کمین کرد و ۱۲۰۰۰ نفر از آنها را کشت. محاصره آتاناگروس یک ماه به طول انجامید. پس از فرار سردسته ایلرگت‌ها به نزد هاسدروبال، شهر تسلیم شد. گنائیوس اسکیپیو پادگان‌های زمستانی خود را را در تاراکو تأسیس کرد.
در سال ۲۱۷ قبل از میلاد، هاسدروبال ارتش خود را در امتداد ساحل به حرکت درآورد، در حالی که کشتی‌های او نیز در نزدیکی ساحل حرکت می‌کردند. گنائیوس اسکیپیو با بهترین نیروهای خود در ۳۵ کشتی‌سوار شد. پیشقراولان او ناوگان دشمن را در دهانه رود ابرو مشاهده کردند. کارتاژی‌ها به سرعت خود را برای نبرد آماده کردند، اما در هنگامه جنگ رودخانه ابرو، وقتی کشتی‌های رومی در موقعیت رزم آماده شدند، کشتی‌های کارتاژ با حداقل زدو خورد فرار کردند. خطوط نیروهای کارتاژی بیش از حد گسترده شد و آنها نتوانستند دهانه رودخانه را حفظ کنند و به ساحل عقب‌نشینی کردند. سربازان در دهانه رودخانه پیاده شدند و به پیاده‌نظام پیوستند. رومی‌ها کشتی‌های ساحلی را به داخل آب کشانده و ۲۵ فروند از آنها را تصرف کردند. هاسدروبال به کارتاژو نوا عقب‌نشینی کرد. رومیان سرزمین ساحلی را تا گذرگاه کاستولو (Castulo) که از سیرا مورنا (Sierra Morena) در شمال کارتاژو نوا می‌گذشت، ویران کردند. سپس گنائیوس اسکپیو به سمت شمال رفت و بسیاری از قبایل شمال ابرو را تحت امر خود ساخت. با این حال، ماندونیوس و ایندیبیلیس، روسای ایلرگت‌ها، افراد قبیله خود را مجبور کردند تا سرزمین‌های متحدان رومی را گاه و بی گاه ویران کنند سپس گنائیوس اسکیپیو گروهی را فرستاد که به راحتی آنها را شکست داد. در همین حال، سلتیبری‌ها (که در ناحیه شرقی و مرکزی هیسپانیا زندگی می‌کردند) به منطقه نزدیک کارتاژو نوا حمله کردند. آنها سه شهر مستحکم را تصرف کردند، هاسدروبال را شکست دادند، ۱۵۰۰۰ نفر را کشتند و ۴۰۰۰ نفر دیگر را به اسارت گرفتند.
پوبلیوس اسکیپیو که در سمت فرماندهی خود ابقا شد، دوباره به برادرش پیوست و ۳۰ کشتی جنگی، ۸۰۰۰ سرباز و یک کاروان بزرگ تدارکاتی را به همراه خود به هیسپانیا آورد. از آنجایی که هاسدروبال در حال نبرد با سلتیبری‌ها بود، برادران به سمت ساگونتوم حرکت کردند. گنائیوس فرماندهی لژیون‌ها و پابلیوس فرماندهی ناوگان را بر عهده داشت.
در سال ۲۱۶ قبل از میلاد، هاسدروبال پس از پیوستن ۴۰۰۰ پیاده‌نظام و ۱۰۰۰ سواره نظام از آفریقا، دستور داد تا ناوگان کارتاژی برای محافظت از جزایر بالئری (Balearic Islands) و سواحل شرقی آماده شوند. ناخداهای نیروی دریایی که پس از محکوم شدن شدید به دلیل بزدلی به دلیل رها کردن ناوگان در نبرد رودخانه ابرو، دیگر وفادار نبودند، اخراج شدند. فراری‌ها با همکاری تارتسییها آشوب به راه انداخته و در چندین شهر شورش کردند. هاسدروبال به قلمرو تارتسی (Tartesii) حمله کرد، اردوگاه آنها را محاصره و در یک نبرد پیروز شد.
سپس دولت کارتاژ به هاسدروبال دستور داد که هر چه زودتر راهی ایتالیا شود و ژنرال هیمیلکو را با لشکری فرستاد تا به جای هاسدروبال در هیسپانیا مستقر شود. هاسدروبال مزدورانی را از گال‌ها استخدام کرد و به سمت رود ابرو رهسپار شد. برادران اسکپیو، گنائیوس و پابلیوس آماده رویارویی با او شدند تا از پیوستن او به هانیبال در ایتالیا جلوگیری کنند. آنها نیروهای خود را در ساحل ابرو متمرکز کرده و از رودخانه عبور کردند. آنها تصمیم گرفتند با حمله به متحدان کارتاژی مانع از پیشروی هاسدروبال شوند. آنها آماده شدند تا شهر هیبرا (Hibera)، در نزدیکی ابرو که ثروتمندترین شهر در منطقه بود را محاصره کنند اما هاسدروبال به جای کمک به هیبرا، به شهری که اخیراً متحد روم شده بود، حمله کرد. لژیون‌ها محاصره را رها کردند و به سمت هاسدروبال رهسپار شدند و پس از زد و خوردی چند، سپاه کارتاژی با تلفات زیاد شکست خورد و متحدانش نیز سرنگون شدند و هاسدروبال با چند تن از محافظانش پا به فرار گذاشت. این امر، تابعیت قبایل دودل و متزلزل هیسپانیا را برای تصمیمشان در مورد پیوستن به روم یا کارتاژ مشخص کرد و هاسدروبال را مجبور به ماندن در هیسپانیا کرد.
دولت کارتاژ در سال ۲۱۵ قبل از میلاد توانست سپاه جدیدی را به رهبری ماگو بارکا (برادر تنی هانیبال) آماده کند که این سپاه شامل ۱۲۰۰۰پیاده، ۱۵۰۰سوار، ۲۰ فیل و ۶۰ کشتی جنگی بود. این سپاه در ابتدا قرار بود به ایتالیا فرستاده شود اما تصمیم بر این شد که به اسپانیا برود. با این وجود ساردینیا نیز بی‌ثبات به نظر می‌رسید با اینکه روم قوای تازه‌نفسی را به این ناحیه فرستاده بود اما از نظر انضباط بی بهره بودند، یعنی ساردینیایی‌ها در صورت وجود یک رهبر می‌توانستند دست به شورش مؤثری علیه روم بزنند. تصمیم بر این شد تا هاسدروبال به ساردینیا و ماگو به هیسپانیا اعظام گردند. شهر ایلیتورگی (Iliturgi) که به تازگی به دست رومیان افتاده بود ناگهان توسط سه سپاه کارتاژی محاصره شد. هانیبال و ماگو پسران بومیلکار و هاسدروبال فرماندهان این سه سپاه بودند. برادران اسکیپیو به هر ترتیبی از اردوگاه‌های کارتاژی گذشتند و برای شهر ذرت آوردند تا شهروندان را برای دفاع طولانی و جانانه تشویق کنند. ۱۶۰۰۰ لژیونر در برابر ۶۰۰۰۰ کارتاژی صف آرایی کرده بودند اما رومی‌ها زبده تر بودند و از موقعیت دفاعی شهر و دژهایش بهره می‌بردند و کارتاژی‌ها هم یک پیروزی سریع را خواستار بودند. نبرد درگرفت کارتاژ بار دیگر ناموفق بود و محاصره شکسته شد و کارتاژ ۱۶۰۰۰ جنگجو و ۷ فیل جنگی اش را از دست داد همچنین روم سه هزار اسیر و هزار اسب به غنیمت گرفت. سپاه کارتاژ به نزدیکی شهر اینتیبیلی عقب‌نشینی کرد و مواضع روم در این ناحیه را مورد حمله قرار داد و مشغول به جمع‌آوری سپاه و تجدید قوا شد. نبرد دوم در این ناحیه رخ داد و باز هم بخت با کارتاژ یار نبود ۱۳۰۰۰ کشته و ۲۰۰۰ جنگجو و ۹ فیل اسیر شدند. لیوی می‌نویسد: «تقریباً تمام قبایل هیسپانیا به دست رم افتادند یا با آن متحد شدند و موفقیت‌هایی که در آن تابستان در [هیسپانیا] برای رم به دست آمد بسیار بیشتر از ایتالیا بود».
در سال ۲۱۴ قبل از میلاد، ماگو و هاسدروبال قوای بزرگ اسپانیایی را شکست دادند. روحیه متحدان روم متزلزل شده و سرگردان بودند و اگر پوبلیوس کورنلیوس اسکیپیو به سرعت از رودخانه ابرو عبور نمی‌کرد، تمام هیسپانیا در جنوب ابرو از سلطه رومیان خارج می‌شد. در ابتدا، او در آلبوم کستروم (احتمالا آلیکانته امروزی) اردو زد که ارگ آن مستحکم و از لحاظ آذوقه غنی بود. اما رفته رفته منطقه مملو از دشمن شد و ستون رومی مورد حمله قرار گرفت. رومی‌ها به منطقه آرام تری عقب‌نشینی کرده و اردوگاهی را در کوه ویکتوری (محل نامعلوم) بنا کردند. گنائیوس اسکیپیو با تمام لژیون‌هایش وارد منطقه درگیری شد. هاسدروبال پسر گیسگو (که نویسندگان امروزی او را هاسدروبال گیسگو می‌نامند) نیز از راه رسید. کارتاژیان اکنون سه فرمانده و یک ارتش کامل داشتند. آنها در کنار رودخانه ای روبروی اردوگاه رومیان اردو زدند. پوبلیوس اسکیپیو با تعدادی سواره نظام از اردوگاه برای شناسایی خارج شد، اما موقعیتش توسط جاسوسان کارتاژ لو رفت و توسط قوای کوچکی مورد حمله قرار گرفت. او مجروح شده بود و اگر بالای تپه ای در آن نزدیکی مستقر نمی‌شد، مغلوب کارتاژی‌ها می‌گشت. او در بالای تپه محاصره شده بود، اما برادرش او را نجات داد. ناگهان سران شهر کاستولو که زنی را به همسری هاسدروبال درآورده بودند و متحد کارتاژ بودند، در چرخشی اساسی تصمیم به پیوستن به روم گرفتند. سپاه کارتاژ برای تصرف پادگان رومی در ایلیتورگیس به راه افتاد. گنائیوس با یک لژیون سبک با پیشروی آرامی وارد عمل شد، بین دو اردوگاه کارتاژی جنگید، خسارات سنگینی به محاصره کنندگان وارد کرد و وارد شهر شد. روز بعد، او یک یورش موفقیت‌آمیز انجام داد. کارتاژی‌ها بیش از ۱۲۰۰۰ سرباز را از دست دادند و بیش از ۱۰۰۰ نفر اسیر شدند. آنها آنجا را ترک کردند و شروع به محاصره بیگرا (Bigerra) در دره بالایی رودخانه بائتیس (Baetis) کردند. گنائیوس بدون درگیری محاصره را ادامه داد. رومیان سپاه کارتاژ را تعقیب کردند و جنگ دیگری رخ داد. پوبلیوس اسکیپیو را روی یک تخت روان (مجروح بود) به میدان بردند. در نهایت رومی‌ها پیروز شدند. ماگو توسط برادرش برای جمع‌آوری نیرو در میان مردم محلی فرستاده شد. تازه‌واردها به زودی جایگزین کشته‌ها شدند و جنگ دیگری را به راه انداختند. کارتاژ دوباره شکست خورد و بیش از ۸۰۰۰ مرد و ۳ فیل کشته و ۱۰۰۰ مرد و ۸ فیل اسیر شدند. دو سردار گالی، مونیاکوپتو و ویسمارو نیز در نبرد کشته شدند. سپس رومیان ساگونتوم را تصرف کردند و باقی کارتاژی‌ها را از آن بیرون راندند. توردولی‌ها که جنگ بین ساگونتوم و کارتاژ را به راه انداخته بودند، به بردگی گرفته شدند و شهرشان ویران شد.